# صعود وصعود البيتكوين (فلم)
صعود وصعود البيتكوين (بالإنجليزية: The Rise and Rise of Bitcoin) هو فيلم وثائقي أمريكي صدر عام 2014 من إخراج نيكولاس مروس. يعرض الفيلم العديد من الشركات والأشخاص الذين لعبوا دوراً مهماً في توسيع البيتكوين، تم عرضه لأول مرة في مهرجان تريبيكا السينمائي في نيويورك في 23 أبريل 2014. وتم ترشيحه لجائزة «أفضل فيلم وثائقي دولي» في مهرجان زيورخ السينمائي 2014، مدة الفيلم 96 دقيقة.

## القصة
الفيلم يدور حول مبرمج الحاسوب الثلاثيني المخضرم «دانيال مروس» الذي يحاول فهم جميع التفاصيل المهمة حول البيتكوين وتطوّرها من خلال مقابلاته المتعددة مع المبرمجين والمطوّرين المهووسين بتعدين العملة الرقمية، والذين كانوا يعتقدون أنهم بصدد إحداث ثورة ضخمة في مستقبل المال والأعمال والاستثمار.

شعار البيتكوين

## أنظر أيضا
- بيتكوين
- شبكة البيتكوين
- عملة مشفرة

## روابط خارجية
- مقالات تستعمل روابط فنية بلا صلة مع ويكي بيانات